# Зайцева, Александра Алексеевна
Александра Алексеевна Зайцева (21 сентября 1900 года, станица Николаевская, под Армавиром — январь 1981, Шортанды) — советский учёный-почвовед, лауреат Ленинской премии и соратница академика А. И. Бараева.

## Биография
Родилась под Армавиром 21 сентября (4 октября) 1900 года. Обучалась в сельском высшем начальном училище, в 1923—1928 годах студентка Сельскохозяйственной академии имени Тимирязева. С 1928 года работала на кафедре почвоведения в академии. Консультировалась у профессора почвоведения В. Р. Вильямса, с 1931 по 1934 годы заведующая отделом почвоведения в Институте каучука и гуттаперчи в Москве. Позже трудилась в отделе географии Всесоюзного института растениеводства. Потом перевелась на Ярославскую селекционную станцию.
7 июля 1938 года Александру Алексеевну арестовали как члена семьи изменника Родины, осуждена на три года ИТЛ. Наказание отбывала в Акмолинском лагере жён изменников Родины с 9 ноября 1938 по 22 мая 1941. После освобождения работала на Карагандинской сельскохозяйственной опытной станции (Карагандинской СХОС), где занималась вопросами агротехники и разрабатывала эффективную систему обработки почвы, а также занималась исследованиями по внесению удобрений. Зайцева опубликовала часть научных рекомендаций Д. М. Новогрудского в газете «За социалистическое животноводство». 23 августа 1945 года Зайцева была названа академиком П. И. Сильченко как самый активный сотрудник Карагандинской сельскохозяйственной опытной станции. В том же году была организатором выставки Карагандинской СХОС на 25-летие Казахской ССР в Алма-Ате.
Агротехнические советы А. А. Зайцевой стали печатать в областной газете «Социалистическая Караганда». Свою кандидатскую работу она защитила в 1958 году, посвятив её вопросам полеводства и кормопроизводства (темой стала пшеница) и описав свои 27-летние наблюдения. С 1959 по 1980 годы Александра Алексеевна заведовала отделом почвоведения во Всесоюзном научно-исследовательском институте зернового хозяйства. Считалась, со слов Г. И. Рязановой, «мозгом и душой отдела почвоведения», преобразовывала многие экспериментальные материалы в стройные теории. В 1957 году вышла книга А. А. Зайцевой «Яровая пшеница в острозасушливых районах». Исследования в НИИ велись в различных почвенно-климатических условиях Акмолинской и Павлодарской областей. Теоретические разработки по улучшению кормовых угодий на солонцовых почвах и освоению в Казахстане новых земель стали основой для написания и защиты трёх докторских диссертаций: В. И. Кирюшина (ныне академик РАСХН), А. И. Еськова, В. В. Окоркова.
В 1960-е годы А. А. Зайцева провела большую работу по защите почв Павлодарской и Кокчетавской области от ветровой эрозии. Аэродинамическая установка ПАУ-2 конструкции Бочарова А. П. позволила ввести понятие эродируемости почвы и определить признаки устойчивости почвы к эрозии. В 1956 году А. И. Бараев посетил Канаду, по итогам поездки он закупил образцы техники для борьбы против ветровой эрозии, которая испытывалась в Казахстане. Новые образцы на основе этой техники были созданы и испытаны институтом, и уже в 1969 году на выездной сессии ВАСХНИЛ Всесоюзный НИИ сельского хозяйства представил результаты исследований по защите почв от эрозии и получил задание координировать в дальнейшем все исследования в стране по проблеме защиты почв от эрозии.
Как итог, в 1972 году А. А. Зайцева вместе с другими учёными (А. И. Бараев, Э. Ф. Госсен, Г. Г. Берестовский, А. А. Плишкин и И. И. Хорошилов) была награждена Ленинской премией за систему мероприятий по защите почв от ветровой эрозии в Северном Казахстане и в степных районах Западной Сибири. Эта премия является единственной присужденной в области сельскохозяйственной науки. Александра Алексеевна считалась лидером среди руководителей отделов ВНИИЗХ и пользовалась непререкаемым авторитетом в коллективе, но также давала консультации студентам, аспирантам и учёным из других научных учреждений. Одной из идей стало создание заповедника целины (200 га вековой целины на память потомкам), который посещали иностранные делегации. Также большое значение для неё имела координационная работа и вся подготовительная работа по согласованию программ, методик, рецензированию диссертаций и составлению сводных отчетов, которая проводилась под руководством Зайцевой и с её личным участием. А. А. Зайцева была участницей ряда научных конференций и съездов в Ленинграде, Ворошиловграде, Армавире, Барнауле и Москве.
Состояла в браке с доктором сельскохозяйственных наук Константином Дмитриевичем Постоялковым, заведующим отделом кормопроизводства в институте. В семье было двое детей (сын Дмитрий и дочь Светлана), а также четверо внуков.
А. А. Зайцева опубликовала 10 монографий и более 100 научных работ, подготовив 8 кандидатов наук. Награждена дипломом и медалью лауреата Ленинской премии 1972 года, медалями «За трудовую доблесть», «За добросовестный труд», «За освоение целинных и залежных земель». Занесена в Книгу Почета Института зернового хозяйства.
В январе 1981 года скончалась после инсульта. Похоронена в поселке Научный Шортандинского района Акмолинской области.